# 에두 가스파르
에두아르두 세자르 다우데 가스파르(포르투갈어: Eduardo César Daude Gaspar, 1978년 5월 15일 ~ )는 흔히 에두(Edu)나 에두 가스파르(Edu Gaspar)로 불리는 브라질의 은퇴한 축구 선수이다. 현재는 아스널에서 테크니컬 디렉터를 맡고 있다.
코린치앙스에서 선수 생활을 시작한 그는 2001년 아르센 벵거 감독의 부름을 받고 아스널에 입성하였다. 이후 2000년대 초반 전성기 시절 아스널을 이끌었던 일원 중 한명이 되었으며 프리미어리그 2003-04 시즌 아스널의 무패 우승에도 일조한다.
이후 2005년 발렌시아로 이적한 뒤 2009년 코린치앙스로 복귀한다. 이후 2010년 선수 은퇴를 선언한다.
2014년 FIFA 월드컵 동안에는 카를루스 케이로스를 보좌하기 위해 이란 축구 국가대표팀 코치진에 합류하였다.